# Dwight Howard
Dwight David Howard II (Atlanta, 8 de dezembro de 1985) é um ex-basquetebolista norte-americano que atuava como pivô. Ele é campeão da NBA, oito vezes selecionado para o All-Star Game, oito vezes chamado para a All-NBA Team, cinco vezes membro da Equipe Defensiva e foi eleito três vezes o Jogador Defensivo do Ano. Howard também foi indicado para o Hall da Fama do basquete na classe de 2025.
Howard passou sua carreira no ensino médio na Southwest Atlanta Christian Academy. Ele optou por não ir para a faculdade, entrou no Draft da NBA de 2004 e foi selecionado como a primeira escolha geral pelo Orlando Magic. Howard estabeleceu vários recordes na franquia e na liga durante seu tempo com o Magic. Em 2009, ele liderou a equipe às finais da NBA.
Em 2012, após oito temporadas com o Orlando, Howard foi negociado com o Los Angeles Lakers. Após um período de um ano no Lakers, ele jogou no Houston Rockets, no Atlanta Hawks, no Charlotte Hornets e no Washington Wizards. Howard voltou aos Lakers em 2019 e ganhou seu primeiro título da NBA em 2020.
Após alguns meses free agent, Dwight fez sua estreia pelo Taoyuan Leopards, de Taiwan, no dia 18 de novembro de 2022. Após uma temporada decepcionante para o time, ele retornou aos Estados Unidos em março de 2023.

## Primeiros anos
Howard nasceu em Atlanta, filho de Dwight Sr. e Sheryl Howard, uma família com fortes conexões atléticas. Seu pai é um policial estadual da Geórgia e atua como diretor de esportes na Southwest Atlanta Christian Academy, uma escola particular com um dos melhores programas de basquete de segundo grau do país; sua mãe jogou no time inaugural de basquete feminino no Morris Brown College. A mãe de Howard teve sete abortos espontâneos antes de ele nascer.
Cristão devoto desde a juventude, Howard começou a levar o basquete a sério por volta dos nove anos. Apesar de sua grande estrutura, Howard era rápido e versátil o suficiente para jogar na posição de armador. Ele frequentou a Southwest Atlanta Christian Academy no ensino médio e jogou principalmente como Ala-pivô, com médias de 16,6 pontos, 13,4 rebotes e 6,3 bloqueios em 129 jogos.
Em seu última ano, Howard levou sua equipe a um recorde de 31–2 e ao título estadual de 2004, com médias de 25 pontos, 18 rebotes, 8,1 bloqueios e 3,5 assistências. No mesmo ano, ele foi amplamente reconhecido como o melhor jogador de basquete no ensino médio e recebeu o prêmio de Jogador do Ano Naismith Prep, o prêmio Morgan Wootten High School de Jogador do Ano, Gatorade National Jogador do Ano e o Prêmio de Jogador Escolar McDonald's National High do Ano. Ele também foi co-MVP (com J. R. Smith) do McDonald's All-American Game naquele ano.

## Carreira profissional

### Orlando Magic (2004–2012)

#### Primeiros anos (2004–2008)
Após seu sucesso no ensino médio, Howard optou por não ir para a universidade e se declarar para o Draft da NBA de 2004 - uma decisão parcialmente inspirada por seu ídolo Kevin Garnett, que fez o mesmo em 1995 - onde o Orlando Magic o selecionou como a primeira escolha geral. Ele escolheu o número 12 em sua camisa, em parte porque era o reverso do 21 de Garnett quando ele jogou pelo Minnesota.
Howard se juntou a um elenco do Magic que terminou com apenas 21 vitórias na temporada anterior; além disso, o clube tinha acabado de perder Tracy McGrady. Howard, no entanto, teve um impacto imediato. Ele terminou sua temporada de estreia com médias de 12 pontos e 10 rebotes, estabelecendo vários recordes da NBA no processo. Ele se tornou o jogador mais jovem da história da NBA a ter média de duplo-duplo na temporada regular. Ele também se tornou o jogador mais jovem da história da NBA com uma média de pelo menos 10 rebotes em uma temporada e o jogador mais jovem da NBA a registrar pelo menos 20 rebotes em um jogo. A importância de Howard para o Magic foi destacada quando ele se tornou o primeiro jogador na história da NBA saindo do colégio a ser titular em todos os 82 jogos durante sua temporada de estreia. Por seus esforços, ele foi selecionado para jogar no NBA Rookie Challenge de 2005, e foi escolhido por unanimidade para a Equipe de Novatos. Ele também terminou em terceiro na votação de Novato do Ano.
Howard chegou nos primeiros treinamentos do Magic em sua segunda temporada da NBA, tendo adicionado 9kg de músculos durante o período de entressafra. O técnico do Orlando, Brian Hill - responsável por preparar o ex-superastro do Magic, Shaquille O'Neal - decidiu que Howard deveria ser convertido em um pivô. Hill identificou duas áreas onde Howard precisava melhorar: seu jogo de pé e sua defesa. Ele exerceu pressão extra sobre Howard, dizendo que o Magic precisaria dele para emergir como uma força antes que o time tivesse uma chance nos playoffs. Em 15 de novembro de 2005, em um jogo em casa contra o Charlotte Bobcats, Howard registrou 21 pontos e 20 rebotes, se tornando o jogador mais jovem a marcar 20 ou mais pontos e ter 20 ou mais rebotes no mesmo jogo. Ele foi selecionado para jogar no Rookie Challenge de 2006 durante o All-Star Weekend. No geral, ele teve médias de 15,8 pontos e 12,5 rebotes, ficando em segundo lugar na NBA em rebotes por jogo, rebotes ofensivos e duplos-duplos. Apesar da melhora de Howard, Magic terminou a temporada com um recorde de 36-46 e não conseguiu se classificar para os playoffs pelo segundo temporada consecutiva desde a chegada de Howard.

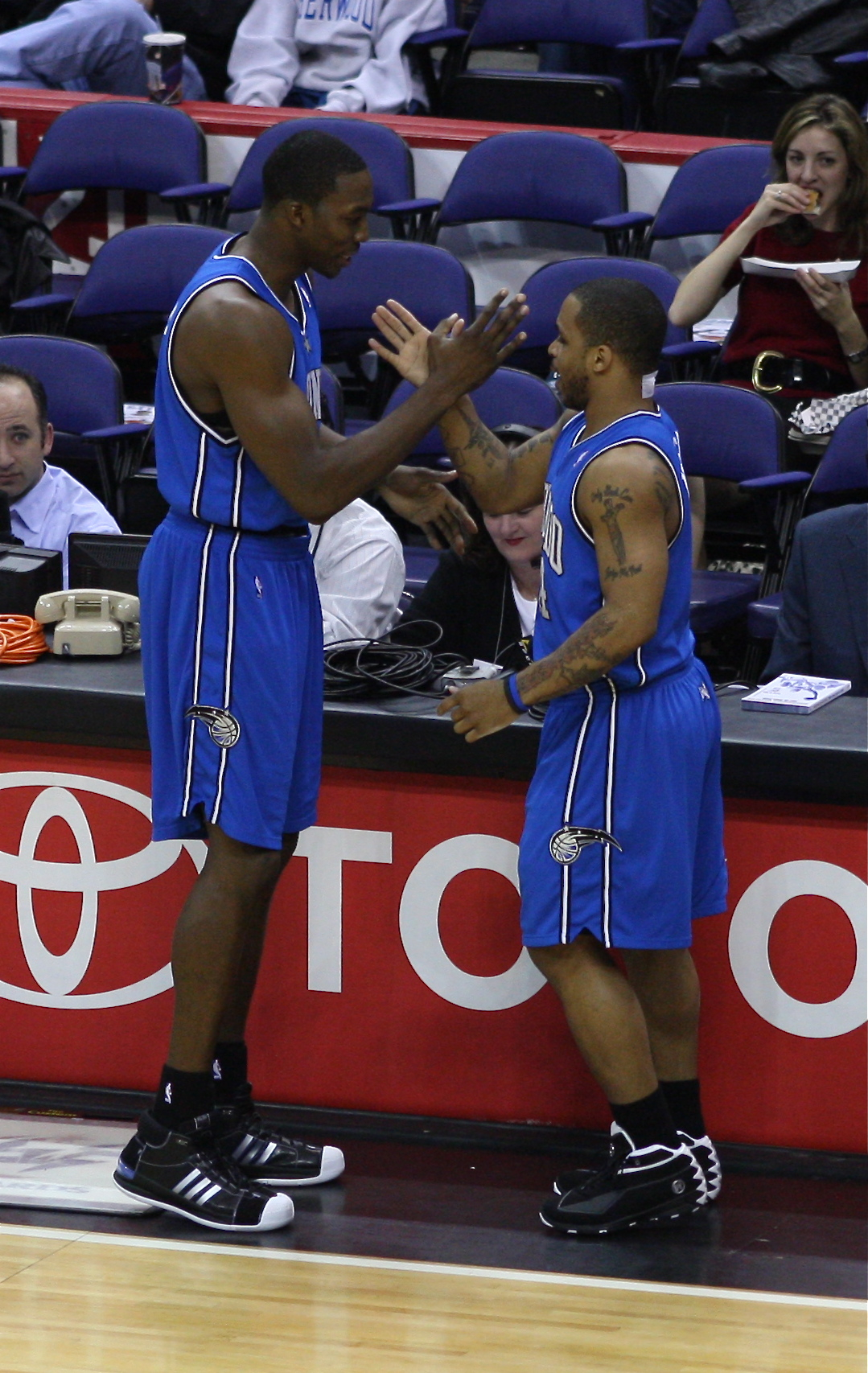
Howard e Jameer Nelson em 2008

Na temporada de 2006-07 (e pela terceira temporada consecutiva), Howard jogou em todos os 82 jogos da temporada regular. Em 1º de fevereiro de 2007, ele recebeu sua primeira seleção para o All-Star Game como reserva da Conferência Leste no All-Star da NBA de 2007. Howard estabeleceu um novo recorde na carreira de 35 pontos contra o Philadelphia 76ers em 14 de abril. Sob sua liderança, o Magic se classificou para os Playoffs da NBA de 2007 como a oitava melhor campanha na Conferência Leste. Lá, o Magic foi varrido pelo Detroit Pistons na primeira rodada. Na temporada, Howard teve médias de 17,6 pontos e 12,3 rebotes, terminando em primeiro na NBA em rebotes totais e em nono em bloqueios. Ele foi nomeado para a Terceira Equipe All-NBA no final da temporada de 2006-07.
Howard continuou tendo números impressionantes na temporada de 2007-08 e ajudou o Magic a ter sua melhor temporada até agora. Howard foi nomeado titular da equipe All-Star da Conferência Leste. Em 16 de fevereiro de 2008, ele ganhou o NBA Slam Dunk Contest, recebendo 78% dos votos dos fãs por meio de mensagens de texto ou votação online; nesse concurso, ele realizou uma série de enterradas inovadoras que dizem ter rejuvenescido a competição, incluindo vestir uma capa de Superman para uma das enterradas. Howard levou o Magic ao primeiro título da divisão em 12 anos e à terceira melhor campanha nos Playoffs da NBA de 2008. No confronto da primeira rodada contra o Toronto Raptors, o domínio de Howard (três jogos de 20 pontos / 20 rebotes) ajudou Orlando a vencer em cinco jogos. O total de 91 rebotes de Howard na série também foi maior do que o total de rebotes coletados por toda a equipe de Toronto. Na segunda rodada contra os Pistons, o Magic perdeu em cinco jogos. Nessa temporada, Howard foi nomeado para a Primeira Equipe All-NBA pela primeira vez e também foi nomeado para a Segunda Equipe Defensiva da NBA.

#### Dominância e finais da NBA (2008-2011)

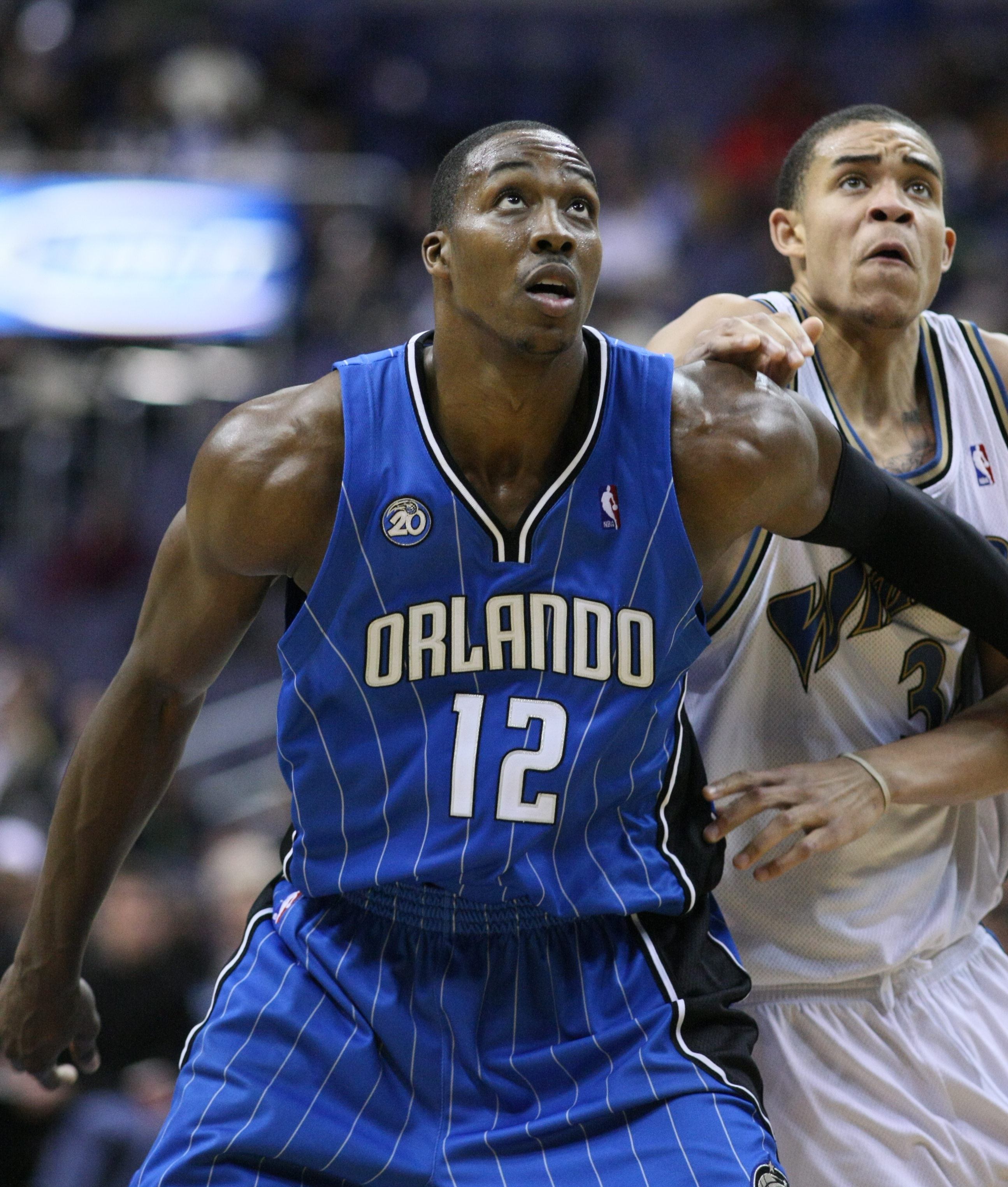
Howard sendo marcado por JaVale McGee do Washington Wizards em 2008

A temporada de 2008-09 começou bem para Howard. Após dez jogos na temporada, o pivô liderava a liga em bloqueios por jogo (4,2). Em dezembro, Howard machucou o joelho esquerdo, o que o fez perder um jogo devido a uma lesão pela primeira vez em sua carreira na NBA; anteriormente, ele havia disputado 351 jogos consecutivos. Ele acumulou um recorde de 3,1 milhões de votos para ganhar a vaga na equipe da Conferência Leste no All-Star Game da NBA de 2009. Howard levou Orlando ao seu segundo título consecutivo da Divisão Sudeste e à terceira melhor campanha na confêrencia. Na primeira rodada dos playoffs contra o Philadelphia 76ers, Howard registrou 24 pontos e 24 rebotes no Jogo 5 para dar ao Orlando uma vantagem de 3-2 antes que o Magic encerrasse a série em seis jogos. Na segunda rodada contra o Boston Celtics, depois que o Magic perdeu o Jogo 5 e estava perdendo por 3-2 na série, Howard afirmou publicamente que deveria ter recebido mais bola e questionou as táticas do técnico Stan Van Gundy. O Magic derrotou Boston, venceu a série e seguiu para as finais da Conferência Leste. Lá eles derrotaram o Cleveland Cavaliers por 4–2. Howard teve 40 pontos, recorde de sua carreira nos playoffs, e 14 rebotes no Jogo 6, levando Orlando para as finais da NBA pela primeira vez em 14 anos. Nas Finais da NBA, o Los Angeles Lakers venceu os dois primeiros jogos em casa, antes de uma vitória do Magic em casa para deixar a série em 2–1. No Jogo 4, apesar de Howard ter 21 rebotes e 9 bloqueios, o Magic perdeu na prorrogação. Os Lakers venceu a série com uma vitória no Jogo 5. Na temporada, Howard se tornou o jogador mais jovem a ganhar o prêmio de Jogador Defensivo do Ano da NBA. Ele também foi nomeado para a Primeira-Equipe Defensiva da NBA e para a Primeira-Equipe All-NBA.

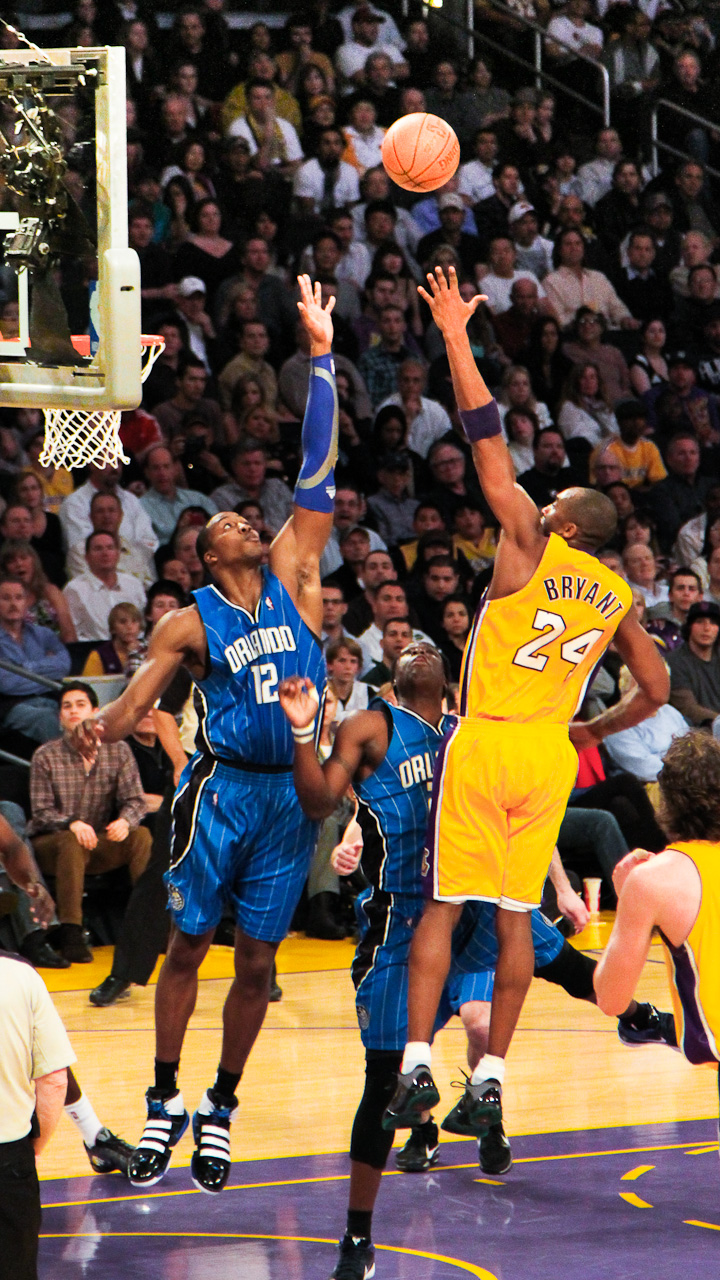
Howard contestando um arremesso de Kobe Bryant do Los Angeles Lakers em 2010

Na temporada de 2009-10, o Magic teve um início forte, vencendo 17 de seus primeiros 21 jogos e estabelecendo um recorde da franquia. Em 21 de janeiro de 2010, Howard foi nomeado o pivô titular da Conferência Leste no All-Star Game da NBA de 2010. O Magic completou a temporada regular com 59 vitórias e seu terceiro título consecutivo da divisão. A sequência de playoffs do Magic resultou em outra participação nas finais da Conferência Leste, onde perderam em seis jogos para os Celtics. Howard ganhou o prêmio de Jogador Defensivo do Ano pelo segundo ano consecutivo. Ele se tornou o primeiro jogador na história da NBA a liderar a liga em bloqueios e rebotes na mesma temporada duas vezes - e por dois anos consecutivos.
Na temporada de 2010-11, Howard registrou recordes da carreira em pontos. Ele se tornou o primeiro jogador na história da liga a ganhar o Prêmio de Jogador Defensivo do Ano por três temporadas consecutivas. Howard liderou a liga em duplos-duplos e também teve médias de 14,1 rebotes, 2,3 bloqueios e 1,3 roubos de bola nesta temporada. Ele liderou o Magic à 52 vitórias, terminando como a quarta melhor campanha na Conferência Leste. Eles perderam para o Atlanta Hawks na primeira rodada dos playoffs. Ele teve 46 pontos e 19 rebotes, o recorde de sua carreira, na derrota de Orlando por 103-93 para Atlanta no Jogo 1. Howard liderou a NBA em faltas técnicas com 18 na temporada regular e recebeu suspensões por um jogo após seu 16º e 18º falta técnica.

#### Última temporada em Orlando (2011–2012)
Devido a uma greve, a temporada regular de 2011-12 foi encurtada para 66 jogos. Não muito depois do fim da greve, Howard, que era elegível para se tornar um agente livre no final da temporada, exigiu uma troca para o New Jersey Nets, Los Angeles Lakers ou Dallas Mavericks. Howard afirmou que embora sua preferência fosse permanecer em Orlando, ele não sentia que a organização do Magic estava fazendo o suficiente para construir um time candidato ao título. Ele mais tarde se encontraria com os dirigentes do Magic e concordaria em desistir de suas exigência, mas afirmou que também sentia que a equipe precisava fazer mudanças se quisessem lutar pelo título.
Em 12 de janeiro de 2012, Howard teve um recorde da temporada regular da NBA de 39 lances livres tentados contra o Golden State Warriors. Howard entrou no jogo acertando 42% de seus lances livres na temporada e pouco menos de 60% em sua carreira. Os Warriors hack Howard intencionalmente durante o jogo e ele quebrou o recorde da temporada regular de Wilt Chamberlain de 34, estabelecido em 1962. Howard fez 21 das 39 tentativas, terminando com 45 pontos e 23 rebotes na vitória do Magic por 117-109. Em 24 de janeiro de 2012, Howard se tornou o líder de pontuação de todos os tempos do Orlando Magic.
Em 15 de março de 2012, no dia final do prazo de negociações para a temporada de 2011-12, Howard renunciou ao seu direito de cancelar seu contrato no final da temporada e se comprometeu a permanecer com o Magic durante a temporada de 2012-13. Ele já havia pedido para ser negociado com o New Jersey Nets. Se ele não tivesse assinado a emenda, o Magic estava preparado para negociá-lo para evitar perdê-lo como agente livre. Em 5 de abril, Van Gundy disse que havia sido informado pela administração de que Howard queria que ele fosse demitido. Durante a entrevista, o pivô se aproximou e abraçou seu treinador, sem saber que Van Gundy havia confirmado uma denúncia que Howard negou. Van Gundy foi dispensado após a temporada.
Em 19 de abril de 2012, o agente de Howard disse que ele se submeteria a uma cirurgia para reparar uma hérnia de disco nas costas e perderia o resto da temporada de 2011-12, bem como os Jogos Olímpicos de 2012 em Londres. Durante a entressafra, Howard solicitou novamente uma troca com os Nets, que havia se mudado para o Brooklyn. Ele pretendia se tornar um agente livre no final da temporada de 2012-13 se não fosse negociado com o Brooklyn.

### Los Angeles Lakers (2012–2013)

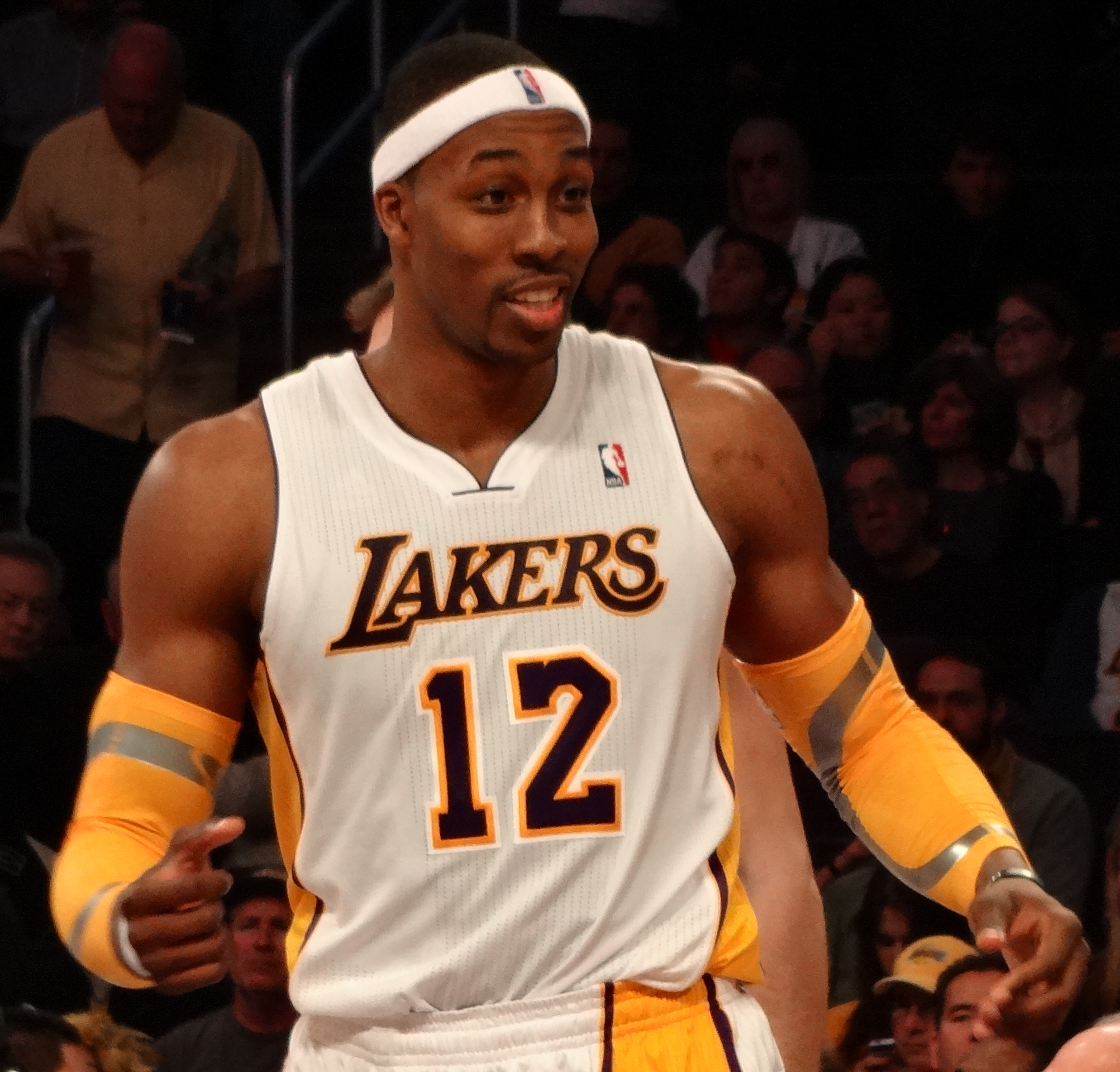
Howard com os Lakers em 2013

Em 10 de agosto de 2012, Howard foi negociado para o Los Angeles Lakers em um negócio que também envolveu o Philadelphia 76ers e o Denver Nuggets. Howard não jogava a seis meses após sua cirurgia nas costas em abril, e só teve as quatro semanas combinadas de treinamentos e pré-temporada para se preparar para a temporada. Ainda trabalhando para entrar em forma, Howard se controlou ao longo da temporada tanto no ataque quanto na defesa. Em 4 de janeiro de 2013, ele machucou o ombro direito na derrota por 107-102 para o Los Angeles Clippers. No meio da temporada, o Lakers estava com um decepcionante recorde de 17-24. Howard teve médias de 17,1 pontos em 58,2% de arremessos, 12,3 rebotes e 2,5 bloqueios.
Howard estava chateado por não estar recebendo a bola o suficiente e sentiu que Kobe Bryant estava arremessando demais. Howard perdeu jogos devido à lesão recorrente no ombro em janeiro e fevereiro. Em fevereiro, Bryant disse que Howard "se preocupa muito" e "não quer decepcionar ninguém", tentando fazer ele enfrentar a dor e jogar quando Pau Gasol saiu do jogo machucado. Howard voltou ao jogo seguinte depois de comentar que Bryant "não era médico. Essa é a opinião dele".

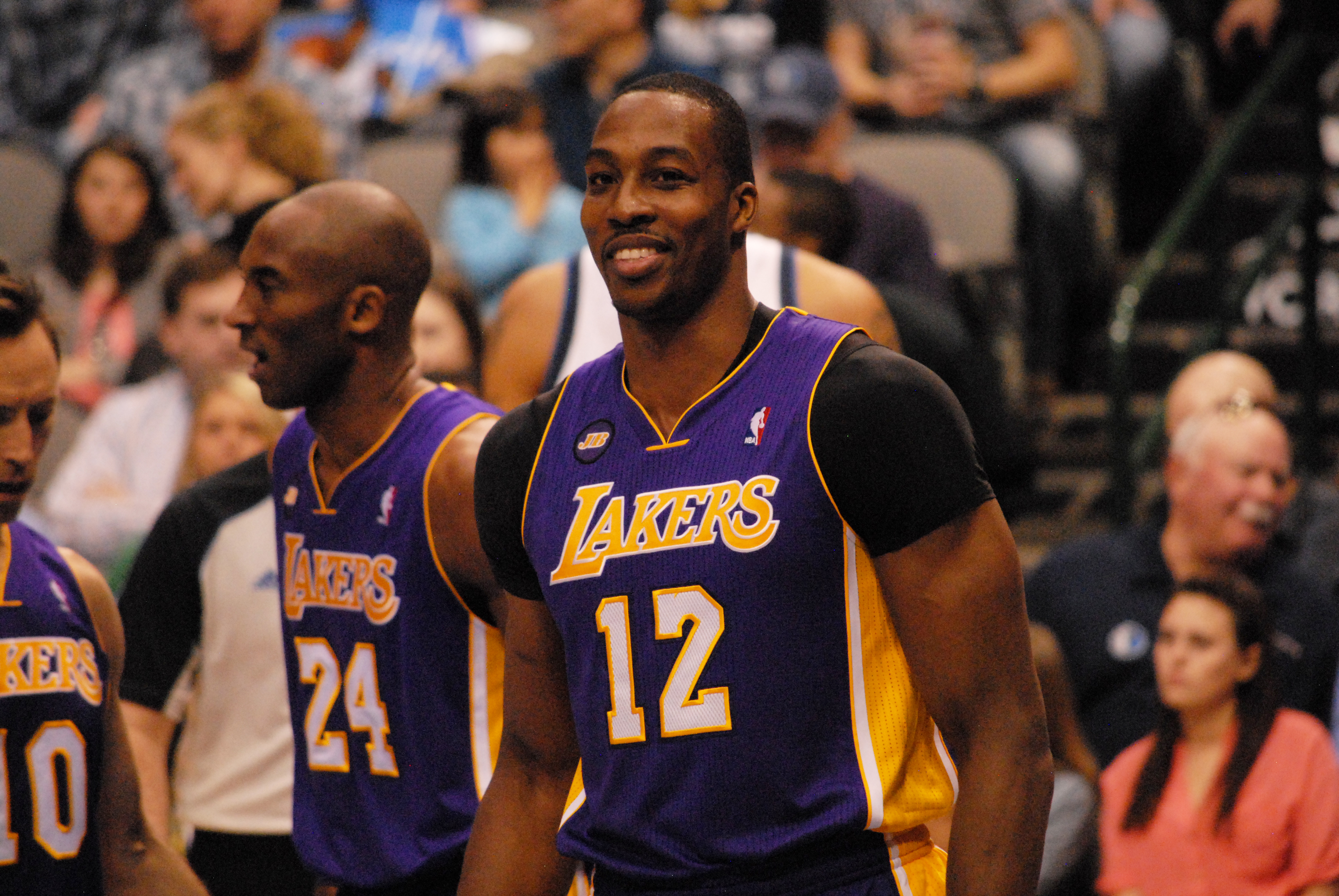
Howard nos Lakers em 2013

Durante o intervalo para o All-Star Game, Howard adotou uma dieta mais saudável para entrar em melhor forma para liderar a defesa dos Lakers e executar o pick and roll preferido do técnico Mike D'Antoni. Ainda assim, em 23 de fevereiro, Howard disse que "não estava nem perto" de estar fisicamente onde queria. O técnico atribuiu a dificuldade de Howard em executar o pick-and-roll com Steve Nash à falta de condicionamento dele. O Lakers teve um recorde de 8–2 após o intervalo do All-Star, passando o Utah pela oitava e última vaga nos playoff na Conferência Oeste, e Howard teve uma média de 15,5 pontos, 14,8 rebotes e 2,6 bloqueios. Em seu primeiro jogo de volta a Orlando em 12 de março, Howard registrou 39 pontos e 16 rebotes na vitória por 106–97. Vaiado durante todo o jogo, ele acertou 25 de 39 lances livres, estabelecendo recordes da franquia de mais lances livres feitos e tentados enquanto empatava seu próprio recorde da NBA em tentativas. Com Howard ancorando a defesa do Lakers, a equipe chegou aos playoffs, mas foi varrido na rodada pelo San Antonio Spurs. Howard foi expulso no jogo 4, faltando mais nove minutos para o fim do terceiro quarto.
Howard terminou a temporada com sua menor média de pontuação desde seu segundo ano na NBA, mas foi o líder da liga em rebotes e ficou em segundo lugar em porcentagem de arremessos. Embora ele estivesse se recuperando de sua cirurgia nas costas, ele só perdeu seis jogos durante toda a temporada. Howard foi nomeado para a Terceira-Equipe da NBA após ter recebido cinco chamadas consecutivas para a Primeira-Equipe. Ele se tornou um agente livre no verão e foi oferecido um contrato máximo de cinco anos e US $ 118 milhões pelos Lakers.

### Houston Rockets (2013–2016)

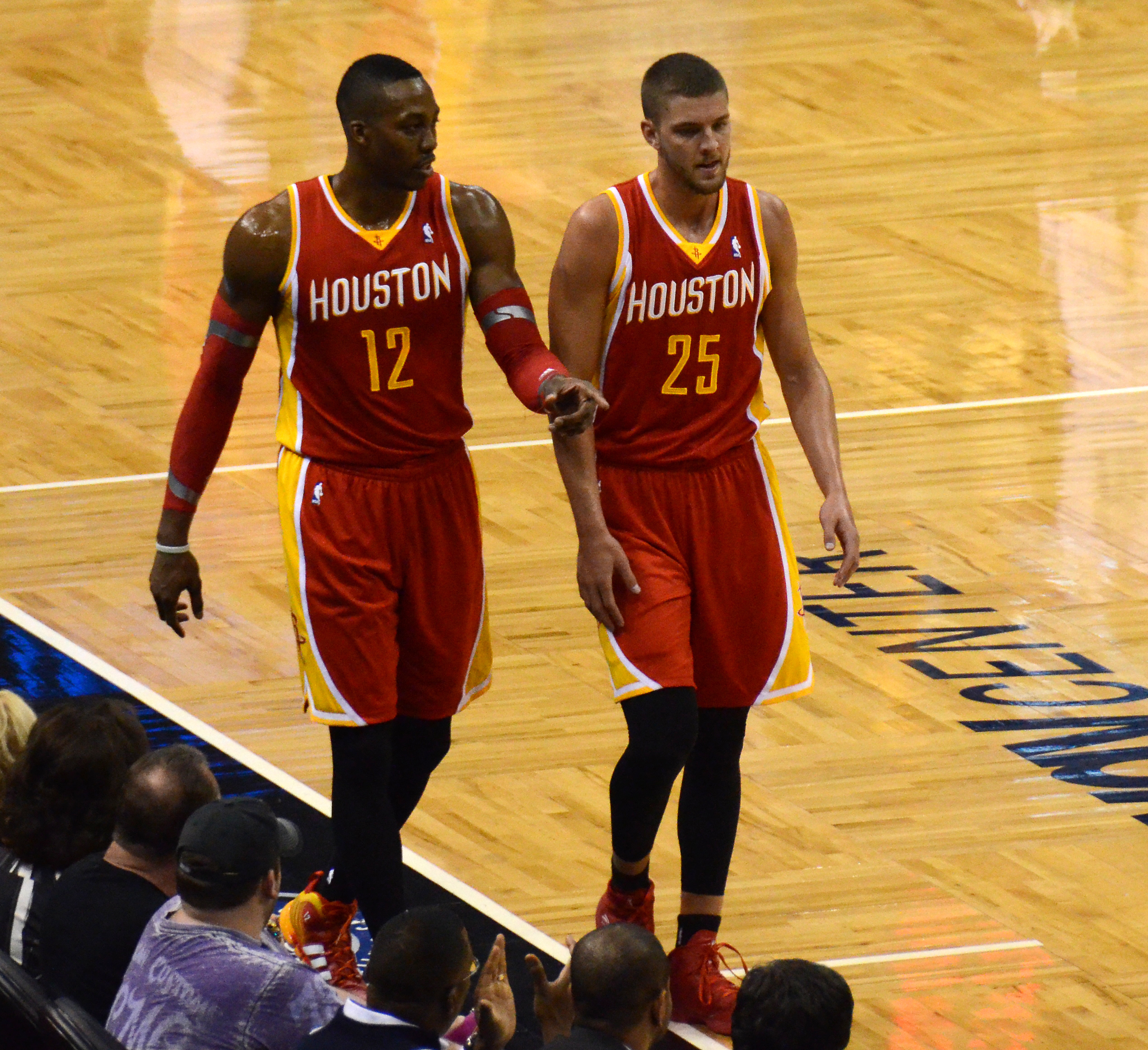
Howard pelos Rockets ao lado do colega de equipe, Chandler Parsons, em 2014

Em 13 de julho de 2013, Howard assinou com o Houston Rockets, juntando-se a James Harden para formar uma dupla formidável. Howard terminou a temporada regular com médias de 18,3 pontos e 12,2 rebotes e foi selecionado para a Segunda-Equipe da NBA. Durante os playoffs de 2014, Howard teve médias de 26 pontos e 13,7 rebotes, mas os Rockets foram eliminados pelo Portland Trail Blazers na primeira rodada por 4-2.
Depois de jogar nos primeiros 10 dos 11 jogos dos Rockets no início da temporada de 2014-15, Howard perdeu 11 jogos consecutivos devido a uma distensão no joelho direito antes de retornar à ação em 13 de dezembro contra o Denver Nuggets e registrar seu 10.000ª rebote da carreira. No entanto, em 31 de janeiro, Howard foi afastado por mais um mês devido a problemas persistentes no joelho direito. Depois que contratempos o forçaram a sair por mais um mês e um total de 26 jogos, Howard voltou à ação em 25 de março contra o New Orleans Pelicans. Ele foi titular, mas jogou em menos de 17 minutos pelo técnico Kevin McHale e terminou com apenas quatro pontos e sete rebotes em uma vitória por 95-93. Howard jogou apenas 41 jogos na temporada regular. Os Rockets conquistaram seu título da divisão em mais de 20 anos e chegou às finais da Conferência Oeste, onde perdeu por 4-1 para o Golden State Warriors.
Em 4 de novembro de 2015, Howard registrou 23 pontos e 14 rebotes contra o Orlando Magic. Ele acertou 10 de 10 para se tornar o primeiro jogador dos Rockets a acertar 10 ou mais arremessos sem errar desde que Yao Ming fez 12 de 12 em 2009. Em 26 de dezembro, ele chegou a marca de 15.000 pontos em sua carreira na derrota para o New Orleans Pelicans. Em 18 de janeiro de 2016, em uma derrota na prorrogação para o Los Angeles Clippers, Howard registrou 36 pontos e 26 rebotes a caminho de seu 10º duplo-duplo consecutivo, a mais longa sequência ativa da liga na época.
Em 22 de junho de 2016, Howard recusou sua opção de renovação de contrato de $ 23 milhões para a temporada de 2016–17 e se tornou um agente livre irrestrito.

### Atlanta Hawks (2016–2017)

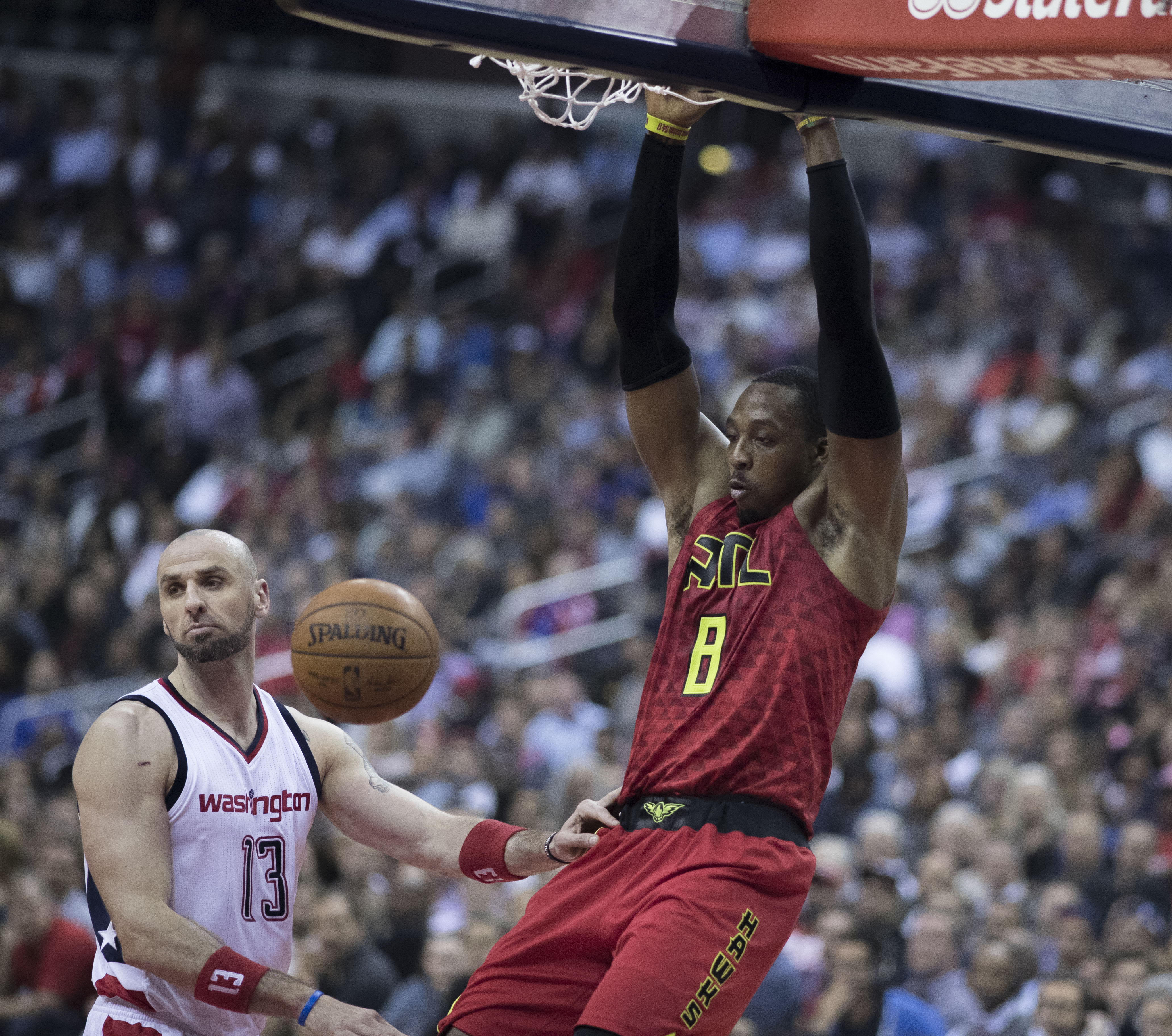
Howard com os Hawks em 2017

Em 12 de julho de 2016, Howard assinou um contrato de três anos e $ 70 milhões com o time de sua cidade natal, o Atlanta Hawks. Com a aposentadoria de Tim Duncan, Howard entrou na temporada de 2016-17 como o líder ativo da NBA em rebotes (12.089) e bloqueios (1.916).
Em sua estreia pelos Hawks na abertura da temporada em 27 de outubro, Howard pegou 19 rebotes na vitória por 114-99 sobre o Washington Wizards. Foi o maior número de rebotes para qualquer um em sua estreia em Atlanta, quebrando a marca de 18 de Shareef Abdur-Rahim em 30 de outubro de 2001. Em 2 de novembro, ele marcou 31 pontos, o maior da temporada, na derrota por 123-116 para o Los Angeles Lakers. Em 2 de fevereiro, ele teve o melhor jogo da temporada com 24 pontos e 23 rebotes na vitória por 113-108 sobre o Houston Rockets.

### Charlotte Hornets (2017–2018)
Em 20 de junho de 2017, os Hawks trocaram Howard, junto com a 31ª escolha geral no Draft da NBA de 2017, para o Charlotte Hornets em troca de Marco Belinelli, Miles Plumlee e a 41ª escolha geral no Draft da NBA de 2017. No começo da temporada, Howard se tornou o primeiro jogador de Charlotte desde Emeka Okafor em 2007, com quatro jogos consecutivos de 15 rebotes. No quinto jogo da temporada, ele teve outro jogo de 15 rebotes. Em 15 de março, ele marcou 20 de seus 33 pontos, o melhor da temporada, na segunda metade da vitória dos Hornets por 129-117 sobre o Atlanta Hawks. Em 21 de março, Howard registrou 32 pontos e 30 rebotes, um recorde da franquia, em uma vitória de 111-105 sobre os Nets, tornando-se apenas o oitavo jogador na história da liga com um jogo de 30-30. Ele se tornou o primeiro jogador da NBA com um jogo de 30 pontos e 30 rebotes desde Kevin Love em novembro de 2010 e o primeiro jogador com um jogo de 30-30 contra os Nets desde Kareem Abdul-Jabbar em fevereiro de 1978.
Howard terminou a temporada com 53 duplos-duplos, o recorde da franquia, e juntou-se a Abdul-Jabbar e Wilt Chamberlain como os únicos jogadores a deter recordes de uma única temporada com duas equipes. Howard também se tornou um dos seis jogadores que tiveram uma média de duplo-duplo em cada uma de suas primeiras 13 temporadas na liga.
Em 6 de julho de 2018, Howard foi negociado com o Brooklyn Nets em troca de Timofey Mozgov, Hamidou Diallo, uma escolha de segunda rodada do Draft de 2021 e considerações em dinheiro. Ele foi dispensado pelos Nets imediatamente após a aquisição.

### Washington Wizards (2018–2019)
Em 12 de julho de 2018, Howard assinou contrato com o Washington Wizards.
Ele perdeu todo os treinamentos de pré-temporada, todos os amistosos e os primeiros sete jogos da temporada regular com uma dor nas costas. Ele jogou em nove jogos em novembro, antes de perder o resto da temporada depois de passar por uma cirurgia na coluna para aliviar dores nos glúteos. Em março de 2019, foi revelado que Howard, além de sua lesão nas costas, também estava lidando com um problema no tendão da coxa.
Em 18 de abril de 2019, Howard exerceu sua opção de renovação de $ 5,6 milhões para jogar uma segunda temporada com os Wizards.
Em 6 de julho de 2019, Howard foi negociado com o Memphis Grizzlies em troca de C. J. Miles. Em 24 de agosto de 2019, Howard foi dispensado pelos Grizzlies.

### Volta para o Los Angeles Lakers (2019–2020)
Em 26 de agosto de 2019, Howard assinou um contrato mínimo de $ 2,6 milhões para veteranos com o Los Angeles Lakers, reunindo-o com sua ex-equipe. Ele estava substituindo DeMarcus Cousins que se machucou e iria perder a temporada. Para garantir ao time que aceitaria qualquer papel que eles pedissem, Howard se ofereceu para assinar um contrato não garantido, liberando os Lakers para dispensá-lo a qualquer momento.
Durante a temporada, os Lakers dividiu o tempo entre ele e JaVale McGee de forma bastante equilibrada. Em 13 de janeiro de 2020, Howard registrou 21 pontos e 15 rebotes, os melhores números da temporada. No Jogo 4 da final da Conferência Oeste contra o Denver Nuggets, o técnico dos Lakers, Frank Vogel, botou Howard como titular para enfrentar Nikola Jokić. Ele registrou 12 pontos e 11 rebotes em 23 minutos para ajudar os Lakers a vencer e ter uma vantagem de 3-1 na série. Ele tinha sido titular duas vezes durante a temporada regular, mas esta foi seu primeiro jogo como titular quando McGee estava disponível.
Em 11 de outubro de 2020, o Lakers derrotou o Miami Heat no Jogo 6 das finais da NBA, vencendo a série por quatro jogos a dois, e dando a Howard seu primeiro título da NBA.

### Philadelphia 76ers (2020–2021)
Em 21 de novembro de 2020, o Philadelphia 76ers assinou com Howard em um contrato de um ano.

## Seleção Nacional

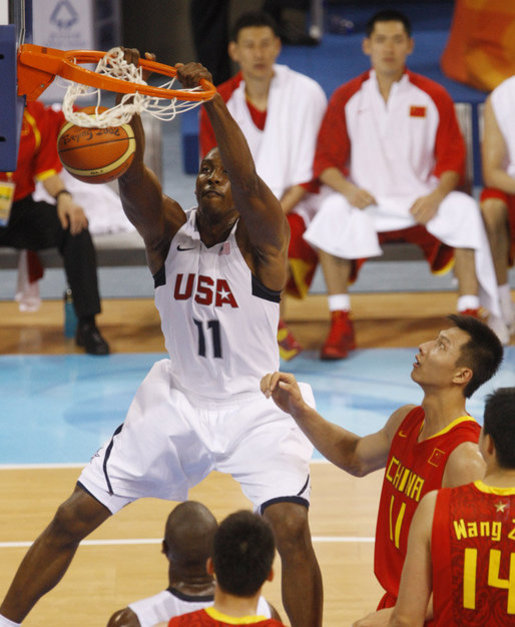
Howard nas Olimpíadas de 2008

Como pivô titular da equipe, ele ajudou a levar a equipe a um recorde de 5-0 durante sua turnê pré-Campeonato Mundial e, posteriormente, ajudou a equipe a ganhar a medalha de bronze na Copa do Mundo de Basquete de 2006. Durante a Copa América de 2007, Howard estava na equipe que venceu seus primeiros nove jogos a caminho da qualificação para as finais e uma vaga para as Olimpíadas de 2008. Ele foi titular em oito desses nove jogos, com médias de 8,9 pontos e 5,3 rebotes. Na final, ele marcou 20 pontos na vitória dos EUA sobre a Argentina para conquistar a medalha de ouro.
Em 23 de junho de 2008, Howard foi nomeado um dos membros da equipe que representou os Estados Unidos nos Jogos Olímpicos de 2008 em Pequim. Com Howard sendo titular, a equipe dos EUA venceu todos os seus jogos a caminho da medalha de ouro, quebrando a seca de medalhas de ouro que remontava às Olimpíadas de 2000. Howard teve médias de 10,9 pontos e 5,8 rebotes no torneio.

## Perfil do jogador
Howard liderou a NBA em rebotes de 2007 a 2010 e novamente de 2012 a 2013. Os rebotes de Howard são em parte facilitada por seu extraordinário atletismo; seu salto vertical em corrida foi testado em 39,5 polegadas em 2011, raro para um jogador de seu tamanho. Ele demonstrou essa habilidade no Concurso de Enterradas de 2007, onde completou uma enterrada enquanto colocava um adesivo na tabela a 3,81 m de altura. O adesivo mostrava uma imagem de seu próprio rosto sorridente com a inscrição "Todas as coisas por meio de Cristo, Fp 4:13", uma paráfrase de Filipenses 4:13.
As habilidades e o físico poderoso de Howard chamaram a atenção de outros All-Stars da NBA. Tim Duncan disse uma vez em 2007: "Howard é tão desenvolvido. Ele promete muito e estou feliz por estar fora da liga quando ele chegar ao auge". Kevin Garnett ecoou esses sentimentos: "Howard é uma aberração da natureza, cara. Eu não era nem de longe tão talentoso fisicamente. Eu não era tão talentoso, no que diz respeito ao corpo e à presença física." Depois de um jogo nos Playoffs da NBA de 2009, Andre Iguodala disse: "É como se ele pudesse marcar dois caras ao mesmo tempo. Ele pode marcar o cara dele e o cara que sai do pick-and-roll, o que é quase impossível fazer. Se ele ficar mais atlético ou pular mais alto, eles vão ter que mudar as regras."
Howard tem a reputação de ser uma presença negativa no vestiário. Em 2013 em uma entrevista, Howard descreveu seus ex-companheiros de Orlando Magic como um "time cheio de pessoas que ninguém queria'". Howard não se dava bem com Kobe Bryant quando ele jogou pelo Los Angeles Lakers e não se deu bem com James Harden quando ele jogou pelo Houston Rockets. Quando ele foi negociado do Atlanta Hawks para o Charlotte Hornets, alguns de seus companheiros doa Hawks supostamente aplaudiram. Depois que Charlotte trocou Howard para o Washington Wizards, o jogador de Charlotte, Brendan Haywood, afirmou que os companheiros de equipe de Howard estavam "fartos dele". Em 2018, a NBC News informou que "o tempo de Howard com o Magic, Lakers e Rockets se transformou em conflitos interpessoais muito antes de ele deixar essas equipes". Também em 2018, The Ringer publicou um artigo intitulado "Todo mundo (ainda) odeia Dwight", no qual descreveu Howard como "quase certamente o jogador menos popular da NBA". Antes de assinar com os Lakers em 2019, Howard supostamente se reuniu com a equipe várias vezes, "prometendo não corresponder à sua reputação de um companheiro difícil que perturba vestiários"; a equipe o avisou que ele seria dispensado caso se tornasse uma presença perturbadora.

## Estatísticas da NBA

### Temporada regular
| Ano      | Equipe      | PJ    | PT    | MPJ  | AP    | 3P   | LL   | RT   | AS  | BR  | TO  | PPJ  |
| -------- | ----------- | ----- | ----- | ---- | ----- | ---- | ---- | ---- | --- | --- | --- | ---- |
| 2004–05  | Orlando     | 82    | 82    | 32.6 | .520  | .000 | .671 | 10.0 | .9  | .9  | 1.7 | 12.0 |
| 2005–06  | Orlando     | 82    | 81    | 36.8 | .531  | .000 | .595 | 12.5 | 1.5 | .8  | 1.4 | 15.8 |
| 2006–07  | Orlando     | 82    | 82    | 36.9 | .603  | .500 | .586 | 12.3 | 1.9 | .9  | 1.9 | 17.6 |
| 2007–08  | Orlando     | 82    | 82    | 37.7 | .599  | .000 | .590 | 14.2 | 1.3 | .9  | 2.1 | 20.7 |
| 2008–09  | Orlando     | 79    | 79    | 35.7 | .572  | .000 | .594 | 13.8 | 1.4 | 1.0 | 2.9 | 20.6 |
| 2009–10  | Orlando     | 82    | 82    | 34.7 | .612* | .000 | .592 | 13.2 | 1.8 | .9  | 2.8 | 18.3 |
| 2010–11  | Orlando     | 78    | 78    | 37.5 | .593  | .000 | .596 | 14.1 | 1.4 | 1.4 | 2.4 | 22.9 |
| 2011–12  | Orlando     | 54    | 54    | 38.3 | .573  | .000 | .491 | 14.5 | 1.9 | 1.5 | 2.1 | 20.6 |
| 2012–13  | L.A. Lakers | 76    | 76    | 35.8 | .578  | .167 | .492 | 12.4 | 1.4 | 1.1 | 2.4 | 17.1 |
| 2013–14  | Houston     | 71    | 71    | 33.7 | .591  | .286 | .547 | 12.2 | 1.8 | .8  | 1.8 | 18.3 |
| 2014–15  | Houston     | 41    | 41    | 29.8 | .593  | .500 | .528 | 10.5 | 1.2 | .7  | 1.3 | 15.8 |
| 2015–16  | Houston     | 71    | 71    | 32.1 | .620  | .000 | .489 | 11.8 | 1.4 | 1.0 | 1.6 | 13.7 |
| 2016–17  | Atlanta     | 74    | 74    | 29.7 | .633  | .000 | .533 | 12.7 | 1.4 | .9  | 1.2 | 13.5 |
| 2017–18  | Charlotte   | 81    | 81    | 30.4 | .555  | .143 | .574 | 12.5 | 1.3 | .6  | 1.6 | 16.6 |
| 2018–19  | Washington  | 9     | 9     | 25.6 | .623  | .000 | .604 | 9.2  | .4  | .8  | .4  | 12.8 |
| 2019–20  | L.A. Lakers | 69    | 2     | 18.9 | .729  | .600 | .514 | 7.3  | .7  | .4  | 1.1 | 7.5  |
| Carreira | Carreira    | 1.113 | 1.045 | 32.8 | .595  | .137 | .562 | 12.0 | 1.3 | .9  | 1.7 | 16.4 |
| All-Star | All-Star    | 8     | 6     | 23.3 | .642  | .154 | .450 | 8.8  | 1.5 | .6  | 1.1 | 12.1 |

### Playoffs
| Ano      | Equipe      | PJ  | PT  | MPJ  | AP   | 3P   | LL   | RT   | AS  | BR  | TO  | PPJ  |
| -------- | ----------- | --- | --- | ---- | ---- | ---- | ---- | ---- | --- | --- | --- | ---- |
| 2007     | Orlando     | 4   | 4   | 41.8 | .548 | .000 | .455 | 14.8 | 1.8 | .5  | 1.0 | 15.3 |
| 2008     | Orlando     | 10  | 10  | 42.1 | .581 | .000 | .542 | 15.8 | .9  | .8  | 3.4 | 18.9 |
| 2009     | Orlando     | 23  | 23  | 39.3 | .601 | .000 | .636 | 15.3 | 1.9 | .9  | 2.6 | 20.3 |
| 2010     | Orlando     | 14  | 14  | 35.5 | .614 | .000 | .519 | 11.1 | 1.4 | .8  | 3.5 | 18.1 |
| 2011     | Orlando     | 6   | 6   | 43.0 | .630 | .000 | .682 | 15.5 | 0.5 | .7  | 1.8 | 27.0 |
| 2013     | L.A. Lakers | 4   | 4   | 31.5 | .619 | .000 | .444 | 10.8 | 1.0 | .5  | 2.0 | 17.0 |
| 2014     | Houston     | 6   | 6   | 38.5 | .547 | .000 | .625 | 13.7 | 1.8 | .7  | 2.8 | 26.0 |
| 2015     | Houston     | 17  | 17  | 33.8 | .577 | .000 | .412 | 14.0 | 1.2 | 1.4 | 2.3 | 16.4 |
| 2016     | Houston     | 5   | 5   | 36.0 | .542 | .000 | .368 | 14.0 | 1.6 | .8  | 1.4 | 13.2 |
| 2017     | Atlanta     | 6   | 6   | 26.1 | .500 | .000 | .632 | 10.7 | 1.3 | 1.0 | .8  | 8.0  |
| 2020     | L.A. Lakers | 18  | 7   | 15.7 | .684 | .500 | .556 | 4.6  | .5  | .4  | .4  | 5.8  |
| Carreira | Carreira    | 113 | 102 | 34.8 | .585 | .045 | .533 | 12.7 | 1.2 | .7  | 2.0 | 16.9 |

Fonte:

## Vida pessoal
Howard tem cinco filhos com cinco mulheres. Em 2010, Howard ganhou um julgamento por difamação contra Royce Reed, a mãe de seu filho mais velho, Braylon. Um juiz da Flórida decidiu que ela violou uma ordem judicial que a proibia de mencionar Howard na mídia. Ele inicialmente pediu cerca de meio bilhão de dólares em danos, alegando que ela o havia desacreditado por meio do Twitter e de suas aparições em seu reality show, Basketball Wives, já que o acordo de paternidade do casal estipulava uma multa de US $ 500 cada vez que ela o mencionava em público.
Em outubro de 2014, a polícia do Condado de Cobb, Geórgia, investigou as alegações de Reed de que Howard abusou de seu filho. Ele admitiu ter acertado Braylon com um cinto; ele tinha sido disciplinado da mesma maneira enquanto crescia e afirmou que não sabia que era errado fazer isso. Howard não foi acusado em conexão com as acusações. Ele também estava envolvido em um caso civil com Reed sobre a custódia de seu filho.
Howard mantém aproximadamente 20 cobras como animais de estimação e apareceu duas vezes no reality show do Animal Planet, Tanked. Ele é dono de uma fazenda "no norte da Geórgia, onde relaxa com vacas, porcos, perus e veados" e também cultiva vegetais em sua propriedade.
Melissa Rios, mãe de um de seus filhos, David, morreu em 27 de março de 2020, após uma crise epiléptica. David e o resto de seus filhos estavam com ele em sua casa na Geórgia na época para enfrentar a pandemia de COVID-19.

### Filantropia, fé e imagem pública
Antes de ser selecionado no Draft da NBA de 2004, Howard disse que queria usar sua carreira na NBA e fé cristã para "elevar o nome de Deus na liga e em todo o mundo". Ele afirmou que acredita em alcançar sua comunidade e fãs e, portanto, contribui substancialmente no campo da filantropia. Junto com seus pais, Howard fundou a Dwight D. Howard Foundation Inc. em 2004. Em novembro de 2009, o pivô foi nomeado um dos 10 finalistas do Prêmio Jefferson de Serviço Público, que premia atletas por seu trabalho de caridade.
Howard apareceu como um convidado especial em um episódio da série da ABC, Extreme Makeover: Home Edition, que foi ao ar em 2 de abril de 2006, em que Ty Pennington e sua equipe construíram uma nova casa e escritórios para Sadie Holmes, que opera um ministério de serviços sociais na área de Orlando.
Em 2014, Epix apresentou Howard como o ponto focal de um documentário sobre sua vida chamado In the Moment.